# Parque nacional de Beringia
El parque nacional de Beringia (en ruso: Национальный парк «Берингия») es un parque nacional ruso situado en el extremo oriental del distrito autónomo de Chukotka ("Chukotka"), la región más al noreste de Rusia, en el lado occidental del estrecho de Bering.

## Topografía
Hasta el 11 000 a. C., el territorio del parque estaba conectado por un puente terrestre, conocido como «Beringia», con América del Norte. En el lado este, en Alaska, se encuentra la Reserva Nacional del Puente Terrestre de Bering, operada por el Servicio de Parques Nacionales de Estados Unidos. Que promovió conversaciones con Rusia sobre la unión de los dos parques en un «parque internacional» transfronterizo, pero hasta ahora no se ha formalizado nada. La mayor parte de la población que vive en el área son nativos Chukchi o pueblos Yupik. El parque se constituyó oficialmente en 2013.
El parque se distribuye en dos raiones del distrito autónomo de Chukotka: el raión de Providéniya al sur y el raión de Chukotka al norte. La topografía de la zona es tundra subártica de tierras altas marítimas. Las montañas son de altura media, con un promedio de 900 metros, siendo la más alta el monte Iskhodnaya con 1194 metros. También hay extensas llanuras de tundra.

## Clima y ecorregión
El parque nacional de Beringia se encuentra en la ecorregión de la tundra de Bering. La región experimenta un clima subártico, sin estación seca (clasificación climática de Köppen (Dfb). Este clima se caracteriza por veranos templados (solo 1 a 3 meses por encima de los 10°C (50°F)) e inviernos fríos y nevados (el mes más frío por debajo de los -3 °C (26.6 °F)). El mes de enero es el más frío con una temperatura media en la ciudad de Anádyr de −22.6 °C (−8.7 °F) y una temperatura media de +11.6 °C (52.9 °F) en julio.